# Saab 90
Saab 90 — автомобіль середнього класу шведської автомобільної компанії Saab. Випускався з 1984 по 1987 рік на фінському заводі Valmet в Уусікаупункі.
Saab 90 являє собою подальший розвиток Saab 99 — автомобіль отримав нове оформлення задньої частини. Saab 90 було простіше побудувати, ніж 99, але все ще достатньо трудомістко, у порівнянні з більш сучасною 900.
У 1986 році був проведений рестайлінг — була змінена конструкція підвіски і оновлений екстер'єр.
Випуск автомобіля завершено у вересні 1987 року, так як карбюраторний двигун, який міг працювати на етілированому бензині, не міг бути оснащений каталізатором для виконання нових норм викиду CO.
1987 рік був останнім роком для моделі, останній автомобіль був побудований 1 липня (і відразу відправлений до музею Сааб).
Всього було випущено 25,378 автомобілів.
Обмежене видання десяти Saab 90 Lumikko було вироблено для фінського ринку. Ці моделі були білими і мали додаткову обробку. Lumikko є фінською мовою Ласиця мала (Mustela nivalis), відома як Snømus (Snow weasel) в Скандинавії.

## Характеристики

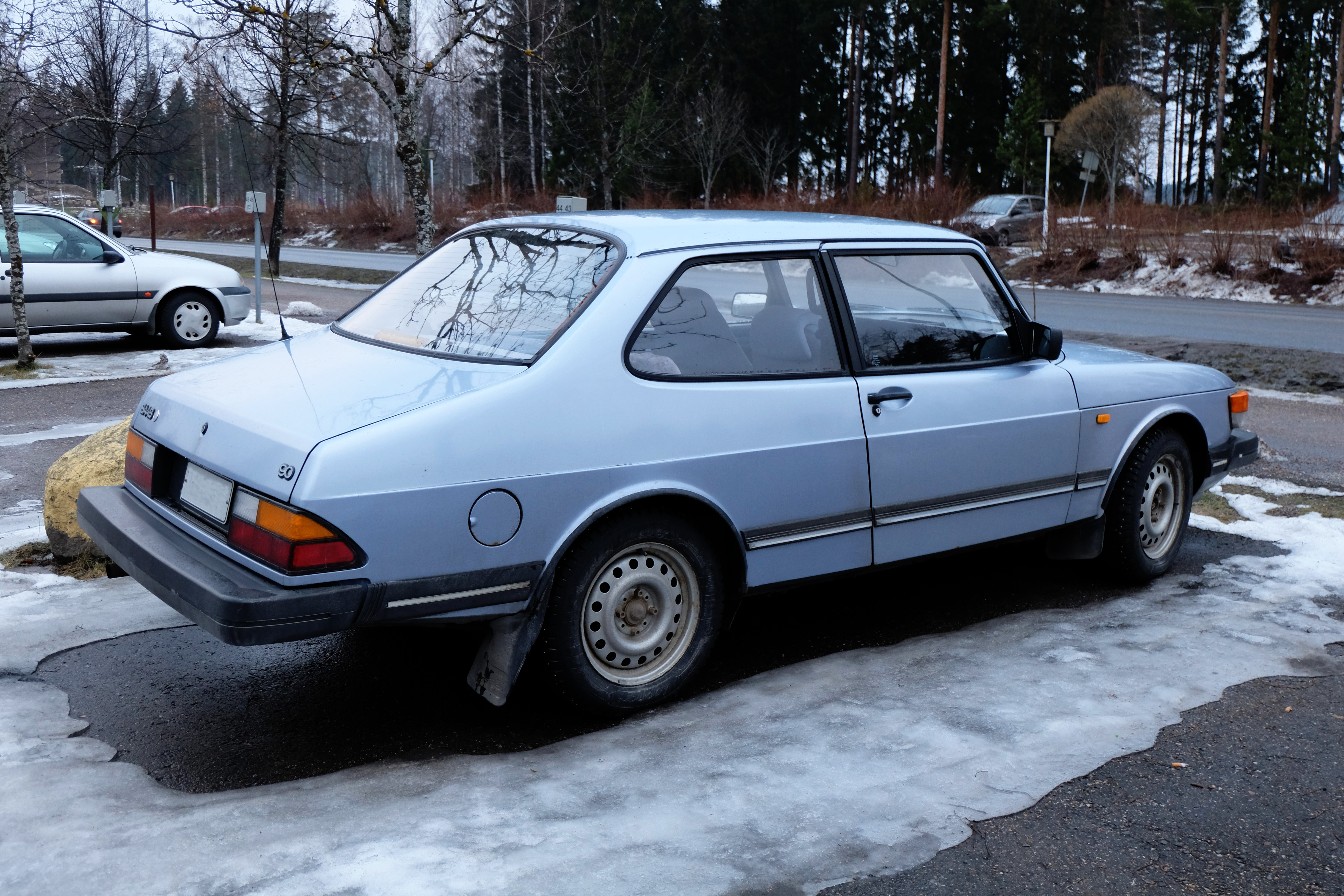
Вигляд ззаду Saab 90

Модель Saab 90 мала дводверний п'ятимісний кузов седан. Фірмою SAAB надавалася гарантія від наскрізної корозії кузова протягом 3 років.
Фари оснащувалися омивачами. Кермо регулювалося по висоті, але не мало підсилювача. Водійське крісло оснащувалася регулюваннями у двох площинах і підігрівом.

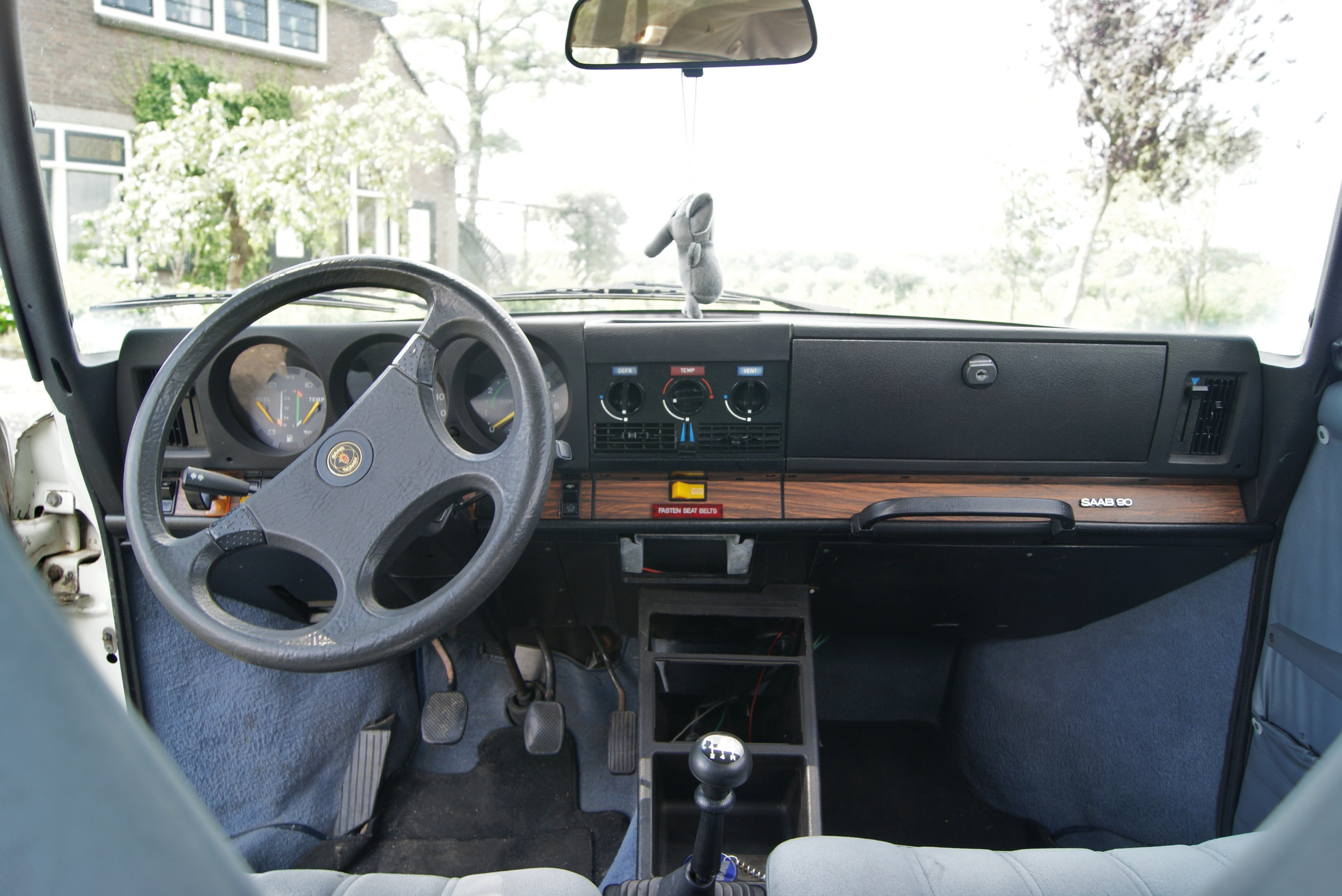

Карбюраторний рядний 4-циліндровий 8-клапанний двигун із системою газорозподілу DOHC об'ємом 1985 см³, який розташовувався спереду подовжньо. Він розвивав потужність 100 к.с. при 5200 об/хв і мав максимальний крутний момент 161 Нм при 3500 об/хв. З цим мотором автомобіль розганявся до 100 км/год за 14 секунд і набирав максимальну швидкість 165 км /ч.
Автомобіль оснащувався 4-х ступінчастою ручною та 5-ступінчастою автоматичною коробками передач.
На модель встановлювалися дискові гальма з підсилювачами, причому як на передні колеса, так і на задні. У підвісці використовувалися амортизаційні стійки.